# El Cristo del océano
El Cristo del océano (título en italiano: Luca, bambino mio) es una coproducción hispano-italo-mexicana de carácter religioso estrenada en 1971, dirigida por Tito Fernández y protagonizada en los papeles principales por Nino del Arco, Paolo Gozlino, Pilar Velázquez y Leonard Mann.
Fue rodada en las localidades asturianas de Cudillero y Luarca.
La película está basada en el cuento homónimo del escritor francés Anatole France.

## Sinopsis
Pedrito es un niño de once años que vive solo en un pequeño pueblo marinero asturiano. Su padre murió en un naufragio y su madre, que perdió la razón al no poder superar la pérdida de su esposo, está internada en un manicomio. Juan Aguirre, marinero compañero de su padre, hace las funciones de éste, si bien no tiene interés alguno en que el niño vaya a la escuela, como le piden con insistencia la maestra y el cura.
Mientras Juan está en altamar faenando, se desata una gran galerna y al naufragar el barco el hombre fallece. Pedrito se queda definitivamente solo y desamparado. Ante esa nueva situación el chico cae en una gran tristeza que lo hace refugiarse en una cueva a orillas de la playa, esperando vanamente que su amigo Juan regrese. Un día emerge a orillas de la playa una imagen de tamaño natural semejante a Jesucristo, que es recogida por el chico y llevada a la cueva. Pero con el Cristo aparecerá otra sorpresa.

## Reparto
- Nino del Arco como Pedrito
- Paolo Gozlino como Juan Aguirre
- Pilar Velázquez como Carmen
- Leonard Mann como Manuel
- Roberto Camardiel como Don José
- Elio Marconato como Bruno
- Ana Farra como Doña Cástula
- José Manuel Martín como Lidio
- Goyo Lebrero como Agustín
- Emilio Rodríguez como Un pescador
- María Elena Arpón como Elisa
- Perla Cristal como Toñona
- José Suárez como Don Eustaquio
- Yelena Samarina como Madre de Pedrito